# Werner Schuster

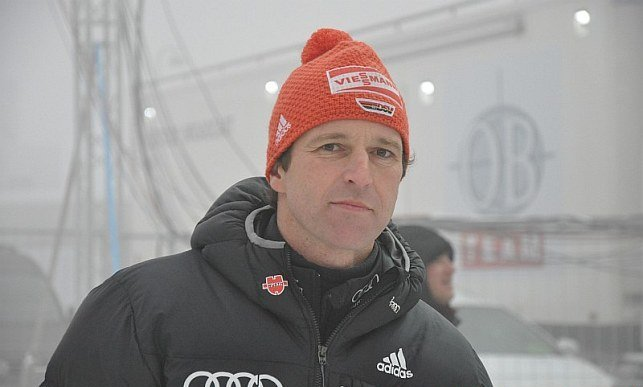
Werner Schuster under Skid-VM 2011 i Oslo.

Werner Schuster, född 4 september 1969 i Hirschegg i Kleinwalsertal, är en österrikisk tidigare backhoppare och nuvarande backhoppstränare. 

## Karriär
Werner Schuster debuterade internationellt i avslutningstävlingen i tysk-österrikiska backhopparveckan (som ingår i världscupen) i Paul-Ausserleitner-backen på hemmaplan i Bischofshofen 6 januari 1986. Han blev nummer 79 i sin första internationella tävling. Schuster blev tvåa i världscupdeltävlingen i normalbacken Miyanomori i Sapporo i Japan 19 december 1987. Han var 3,7 poäng efter segrande Matti Nykänen från Finland. Pallplatsen i Sapporo blev Schusters enda placering på prispallen i världscupen.
Under en tävling i kontinentalcupen i skidflygningsbacken Copper Peak i Ironwood i USA tangerade Werner Schuster backrekordet som landsmannen Mathias Wallner satte dagen innan då han hoppade 158,0 meter. Backen stängdes strax efter. Werner Schuster avslutade sin aktiva backhoppskarriär 1995.

## Övrigt
Efter avslutad aktiv idrottskarriär utbildade Schuster sig i psykologi och idrott vid universitetet i Innsbruck. Från 1998 arbetade han som lärare vid skidgymnaset i Stams. Schuster blev huvudtränare för schweiziska landslaget från 2007. År 2008 övertog han efter Peter Rohwein som huvudtränare för tyska landslaget.
Werner Schuster är son till Willi Schuster som var backhoppare i det österrikiska landslaget under 1960-talet. Han deltog bland annat i Skid-VM 1966 i Oslo i Norge.